# Ніколас Це
Ніколас Це Тінь-фун (англ. Nicholas Tse Ting-fung, кант. 謝霆鋒, трансліт. ze6ting4fung1; нар. 29 серпня 1980) — гонконзький актор, підприємець, співак та автор пісень.
Ніколас дебютував як співак у 1996 році, а потім зосередився на акторській кар'єрі. Найбільш відомий головним ролями у фільмах «Метаде Фумака» (1999), «Нова поліцейська історія» (2004), «Охоронці та вбивці» (2009), «Підсадна качка» (2010), «Вірусний фактор» (2012), «Як згасне світло» (2014), Raging Fire (2021), а також телесеріалом The Proud Twins (2005). За роль у фільмі «Табуретовий голуб» отримав Гонконзьку кінопремію за найкращу чоловічу роль, що зробило його першою особою, яка здобула перемогу в трьох основних акторських категоріях: «Найкращий актор», «Найкращий актор другого плану» та «Найкращий новий виконавець» у Гонконзі.

## Життєпис
Ніколас народився 29 серпня 1980 року у лікарні Святої Терези у Мау Тау Вай, Коулуні. Його батько — гонконзький актор Патрік Це (謝賢), мати — акторка Дебора Лі (狄波拉), а молодша сестра — Дженніфер Це. Ніколас переїхав до Ванкуверу, Канади, у вісім років. Там він відвідував школу Святого Георгія, де товаришував з зараз популярним співаком Табло. Вони разом були виключені зі школи через бійку із білим студентом, який знущався над азіатами. Ніколас повернувся до Гонконгу, де вчився у Гонконгській Міжнародній Школі(HKIS) протягом одного року. Він кинув навчання там у 10 класі через надмірну увагу ЗМІ. Ніколас переїхав до США у Фінікс, штат Аризона, щоб закінчити школу, але був виключений через рік через недостатню академічну успішність. Потім він переїхав до Ванкувера, а після цього і повернувся до Гонконгу.
У 1996 році, коли Ніколасу було 16 років, він поступив у Токійський музичний інститут. Мав подвійне громадянство Гонконгу та Канади до 2021 року, коли Ніколас відмовився від канадського паспорту.

## Кар'єра

### Музична кар'єра
Свою першу роботу Ніколас зняв у 12 років – фотоальбом «Так!» і «Чоловічий міський сюрприз». Він навчився співати у вчителя музики Дая Сіконга у віці 14 років.
Ніколас дебютував у 1996 році та швидко заручився підтримкою молодих людей у материковому Китаї, Гонконзі та Тайвані завдяки своїй красі та бунтарству. Опановуючи рок-жанр, його альбоми, серед яких Thank You for Your Love 1999 і Understanding стали популярними в усіх трьох місцях. У 2001 році він отримав нагороду «Найбільш продаваний співак в Азії» на World Music Awards за альбоми Jade Butterfly і Century Prophecy. Він є наймолодшим серед китайських співаків, які виграли цю нагороду.
Коли йому було 16 років, у 1997 році, через крах бізнесу Се Сяня та борг батька він підписав довгостроковий контракт із лейблом «Fitto» (зараз «Emperor Entertainment Group»), випустивши свій перший альбом My Attitude, який мав шалений успіх. Він отримав нагороду «Найпопулярніший новий виконавець» у 1997 році на церемонії нагородження «Десять найкращих музичних нагород Jade Solid Gold».
У 2000 і 2001 роках Ніколас випустив два популярні альбоми VIVA і 玉蝴蝶 (Нефритовий метелик), за який у 2002 році отримав нагороду «Найкращий китайський виконавець у світі» на Всесвітній музичній премії 2002 року.

### Акторська кар'єра
Найпопулярніші фільми Ніколаса — «Young and Dangerous: The Prequel» (1998), «Gen-X Cops» (1999), «Нова поліцейська історія» (2004) і «Invinsible target» (2007). За акторську гру у фільмі «Охоронці та вбивці» (2009) отримав нагороду за найкращу чоловічу роль другого плану на четвертому Asian Film Awards, а на тридцятому Hong Kong Film Awards отримав нагороду Гонконгу «найкращого актора» за гру у фільмі «Підсадна качка» у 2010 році.
Ніколас дублював головного героя Фліка в гонконзькому дубляжі «Життя комах» (1998) та брав участь у озвучці китайського анімаційного фільму «Ліхтар лотоса» (1999).
Ніколас навчився бойовим мистецтвам у Джекі Чана та Чунг Чі Лі для зйомки у «Gen-X Cops» та «Invinsible target». Він також працював з Донні Єном у фільмі про бойові мистецтва «Братство тигра і дракона».
Ніколас також знімався в телевізійних драмах, таких як «Aiming High» (1998), «The Monkey King: Quest for the Sutra» (2002) і «The Proud Twins» (2004).

## Особисте життя
Серед стосунків, як зізнався Ніколас, найраніші були з його однокласницею у 15 років, яка розмовляла італійською. У тому ж році вони розлучилися через переїзд Ніколаса до в США. У 1996 році, у віці 16 років, він закохався в Ірен, дочку багатого канадського бізнесмена, але вони розлучилися в наступному році. Навчився співати у вчителя музики Дай Сіконга у віці 14 років.
З 2000 по 2003 рік у Ніколаса були стосунки зі співачкою Фей Вонг.
У вересні 2006 року Це оголосив, що він одружився на Сесілії Ченг у Памалікані у Філіппінах. У них двоє синів: Лукас (謝振軒), народжений 2 серпня 2007 року, і Квінт (謝振南), народжений 12 травня 2010 року. Пара розлучилася в 2011 році.
У 2014 році Ніколас відновив стосунки з Фей Вонг.

## Дискографія
Кантонські альбоми:
- My Attitude (1997)
- Horizons (1998)
- Believe (1999)
- 零距離 (2000)
- Viva (2000)
- 世紀預言 (2001)
- 玉蝴蝶 (2001)
- Me (2002)
- Reborn (2003)
- One Inch Closer (2005)

Мандаринські альбоми:
- 謝謝你的愛1999 (1999)
- 了解 (國) (2000)
- Listen Up (2004)
- 釋放 (2005)
- 最後 (國) (2009)
- 鋒味 (2015)

## Фільмографія
- «Герой» (1999)
- «Винищувачі привидів» (2001)
- «Медальйон» (2003)
- «Політ Фенікса» (2004)
- «Нова поліцейська історія» (2004)
- «Братство тигра і дракона» (2006)
- «Роб-бі-гуд» (2006)
- «Підсадна качка» (2010)
- «Новий храм Шаоліня» (2011)